# Bugalagrande
Bugalagrande è un comune della Colombia facente parte del dipartimento di Valle del Cauca.